# Isekai
Isekai (異世界, litt. « Autre monde ») est un sous-genre de la fantasy japonaise dont l'intrigue tourne principalement autour d'un personnage transporté/téléporté, piégé, ou réincarné/ressuscité dans un univers parallèle,. Cet univers peut exister en tant que monde imaginaire dans celui du protagoniste, sans qu'il n'en ait nécessairement connaissance, sous une forme quelconque : mythologie, univers provenant de livres, univers virtuel de jeux vidéo devenu réel, etc.,, ; il se révèle alors de manière insoupçonnée exister véritablement en tant que sa propre entité, indépendamment du monde de provenance du protagoniste. L'Isekai définit ses codes vers la fin des années 2000, époque durant laquelle le genre devient populaire, mais certaines œuvres de la littérature occidentale, comme Alice au pays des merveilles et Le Magicien d'Oz, Mushoku Tensei, peuvent être considérées, à plusieurs égards, comme des protoexemples du genre,.

## Historique
Dès l'époque du Kojiki, on trouve au Japon des histoires sur le thème de la « transition de monde » (異界転移, Isekai ten'i). Toutefois, c'est la publication en 1975 par Haruka Takachiho du roman Isekai no yūshi (異世界の勇士, litt. « Héros d'un autre monde »), dans lequel perce une influence de la fantasy occidentale, qui signe les prémices du genre isekai moderne, avec l'ajout du thème de l'invocation. Parmi les pionniers de l'isekai, on peut mentionner El Hazard, Fushigi Yugi, Vision d'Escaflowne, Les Douze Royaumes ou encore Digimon Adventure, dans lesquels des protagonistes restés semblables à leur apparence d'origine entrent dans un monde différent,.
Il est assez courant depuis le début des années 2000 que les œuvres de ce genre fassent leurs débuts comme romans publiés sur des sites au contenu généré par l'utilisateur.  Sword Art Online de Reki Kawahara est un isekai moderne emblématique. Bien qu’il ne suive pas scrupuleusement les codes traditionnels du genre, l’œuvre est devenue un véritable succès international grâce à ses adaptations en light novel, en manga, et a inspiré bon nombre d'histoire du genre. Le concept d'isekai se déroulant dans un monde virtuel a par la suite été repris dans d’innombrables œuvres et est notamment introduit entre autres par la franchise .hack. À la suite du succès considérable de cette œuvre, le genre de l'isekai s'est démocratisé, entre autres sur des sites de publication de romans comme Shōsetsuka ni narō, contribuant ainsi à l'accroissement des adaptations en light novel et en anime.
Le genre est devenu si populaire qu'en 2016, un concours de nouvelles japonaises, issu d'une collaboration entre Bungaku Free Market et Shōsetsuka ni narō a interdit toute candidature à propos d'isekai. L'éditeur Kadokawa a également interdit les histoires d'isekai dans son propre concours de light novel en 2017.
Une explication de la montée en puissance et popularité de ce sous-genre au Japon, et aussi en dehors de ce pays, peut s'expliquer en partie que l’enfance est, dans l’idée générale, souvent perçue comme assez malheureuse, avec notamment toute la pression et problèmes scolaire et sociale. Notamment chez les adolescents qui s'imaginent qu'en changeant d’endroit, ils seraient possiblement plus heureux. Pareil constat est discernable chez des gens plus âgés, où les mêmes histoires leur permettent d'une façon ou d'une autre de s’échapper dans un monde idéal et magique pour eux, où le héros, d'abord parfois un “loser” au commencement, devient quelqu’un de tout à fait d’admirable. Cela donne ainsi l’espoir de s’améliorer.

## Caractéristiques
Le sous-genre peut être caractérisé par l'accomplissement d'un souhait, la personne transportée étant souvent une personne socialement inaccomplie : un NEET, un hikikomori, ou un joueur de jeu vidéo. La personne marginalisée souhaitant, même si sans réellement y croire, que sa vie s'améliore grâce à un évènement quelconque ou pouvoir reprendre sa vie à zéro. La personne peut aussi être dans une situation ou un état de base délicat ou misérable juste au moment même où elle se retrouve dans un nouveau monde. Cependant, il arrive aussi souvent que ces personnes ne fassent pas de vœux, n'attendent pas spécialement quoi que ce soit qui viennent bouleverser leur vie, si marginale et inaccomplie soit-elle, et se retrouvent tuées et ressuscitées ou transportées à la suite d'un accident et d'un événement quelconque dû au hasard.
Dans leur nouveau monde de fantasy, les personnages ont souvent l'occasion d'être couronnés de succès que ce soit grâce à des pouvoirs qu'ils ont obtenus en bonus de leur résurrection ou téléportation — auxquels ils accèdent parfois par le biais d'une interface de jeu vidéo, soit donné par une entité divine ou alors à cause de la physique différente du nouveau monde par rapport à l'ancien d'origine — ou grâce encore à leurs connaissances en avance sur l'époque, le monde ou l'histoire à laquelle ils ont été transportés,. Leur pouvoir peut être extrêmement variable, allant de capacités magiques immenses (parfois ridiculement surpuissantes) surpassant celles de tous les autres, comme dans How Not to Summon a Demon Lord, à relativement faibles, à l'instar de Re:Zero, où le protagoniste ne gagne pas de pouvoir spécial autre que sa malédiction de remonter le temps lorsqu'il meurt. Il arrive aussi que les protagonistes n'obtiennent cependant pas de pouvoir du tout après être arrivé dans le nouveau monde dans lequel ils ont été téléportés ou ressuscités.
Bien que le protagoniste d'un isekai soit habituellement un « héros choisi », ou bien une personne de tous les jours sans qualité particulière qui s'élève par la suite, la série Drifters a également su subvertir le sous-genre : les personnages entrant dans le monde imaginaire sont des généraux historiques et autres guerriers, et sont bien plus brutaux que les habitants de ce monde. Il arrive ainsi aussi que les protagonistes soient des personnes déjà expérimentées dans l'art du combat ou de l'élimination, car vivant dans des domaines de l'illégalité ou effectuant des travaux dangereux (mafia, organisation d'espionnage, etc.), et qui sont tués par trahison par les personnes qui les emploient ou bien par des rivaux. C'est le cas notamment des personnages principaux dans The World's Finest Assassin Gets Reincarnated in Another World as an Aristocrat et Yakuza Reincarnation,.
Quand un personnage meurt et ressuscite dans un autre monde, il peut renaître de différentes façons. Le plus souvent, le personnage ressuscite en tant qu'humain comme avant de mourir, et toujours dans avec le même genre de départ, bien que le personnage peut aussi renaître en tant que fille s'il était originellement un garçon dans sa première vie et inversement. S'il renaît dans son genre d'origine, le protagoniste renaît le plus souvent avec un visage et des traits physiques différents, bien qu'il arrive qu'il puisse arborer exactement le même visage et physique qu'avant selon les cas. À la place d'un humain, il arrive aussi souvent que le protagoniste renaisse en tant que membre d'une autre espèce, comme un être humanoïde, un monstre ou bien en tant qu'un animal. Dans Moi, quand je me réincarne en Slime, le protagoniste revient à la vie sous la forme d'un slime, une créature semblable à une boule de gelée bleue, plutôt que celle d'un humain. Certaines histoires impliquent également des personnes qui se réincarnent en des objets habituellement inanimés, peu importe quoi, comme un onsen ou une épée magique,. Tel est par exemple le cas dans Reincarnated as a Sword et Reborn as a Vending Machine, I Now Wander the Dungeon,.
Lorsque le récit se base sur une réincarnation, la majorité des personnages principaux d'isekai meurent d'une manière inexpliquée et les accidents de la route sont la seconde cause de leurs décès. Une des causes les plus représentées est la mort par camion alors que ce dernier arrive d'un coup de nulle part à une vitesse anormalement élevé alors que le protagoniste traversait la route ou s'est mise à la place d'une autre personne qui devait initialement se faire écraser. Cette dernière cause, mise en place et dénommée au milieu des années 2010, s'est très vite imposée comme l'une des causes de morts désormais principales dans un isekai et souvent utilisée par les auteurs afin que les protagonistes soient assez rapidement envoyés dans l'autre monde au tout début de l'histoire, provoquant le mème de Truck-kun (en). La cause de la mort du protagoniste est souvent secondaire, et donc parfois ignorée ou inconnue.
Par ailleurs, l'une des caractéristiques de l'isekai est que, très fréquemment, le début, l'introduction et le changement de monde effectué par les protagonistes se fait très rapidement, à la façon de l'expression « emballez, c'est pesé ». En effet, il est rare que la durée de l'action dans le monde normal ou réel dans lequel débute pourtant l'histoire et où les protagonistes apparaissent la première fois à la vue des lecteurs/spectateurs n'excède quelques minutes, voire quelques secondes dans certains cas, avant que le ou les protagonistes se fassent tuer ou transporter vers un monde parallèle. Comme cela arrive dans So I'm a Spider, So What? où l'entièreté des personnages principaux meurent tous quelques secondes après le commencement de l'histoire. Il arrive même de temps en temps que l'histoire commence quelque part après le changement de monde des protagonistes et leur situation expliqué via un flash-back ou simplement mentionné plus ou moins brièvement, comme cela arrive dans Drugstore in Another World: The Slow Life of a Cheat Pharmacist ou bien Arifureta: From Commonplace to World's Strongest,.

### Catégories
On peut distinguer plusieurs grandes catégories au sein du genre de l'isekai , principalement deux reconnues et officielles :

#### Isekai tensei
Isekai tensei (異世界転生, litt. « Réincarnation vers un autre monde ») désigne toute œuvre où le personnage principal décède d'une manière ou d'une autre puis renaît sous les traits d'une toute autre personne, tout en gardant sa mémoire, sa personnalité et les connaissances de son ancienne vie,. Mushoku Tensei en est un bon exemple ; le protagoniste Rudeus Greyrat garde les souvenirs et la conscience de son ancienne vie immédiatement après la réincarnation. Ici, seul un changement de corps advient. Le regain de mémoire peut cependant ne pas être immédiat, à l'image de Didn't I Say to Make My Abilities Average in the Next Life?! où la protagoniste ne retrouve ses souvenirs d'antan qu'après avoir vécu plusieurs années dans sa nouvelle vie, une fois redevenue plus âgée. Ce qui donne souvent dans ces cas-là l'illusion que le personnage renaît directement en enfant, adolescent ou adulte, alors que n'ayant subit une amnésie temporaire à partir du moment qu'il soit redevenu un bébé à sa naissance dans ce nouveau monde et a grandi jusqu'à un certain point. Le plus souvent, la mémoire du protagoniste revient ou est redébloquée après un accident ou un choc quelconque, comme dans la franchise My Next Life as a Villainess: All Routes Lead to Doom! où la protagoniste retrouve la mémoire après s'est cognée la tête en tombant par terre. Parfois, il arrive que, lorsque le protagoniste retrouve la mémoire, il perde entièrement ses souvenirs de sa seconde vie d'entre le moment de sa mort et le déblocage de ses souvenirs de sa vie précédente. Il arrive, bien que très rarement, que dans certains cas le personnage meurt et se réveille directement bel et bien en tant qu'enfant ou adolescent, son âme étant entrée et pris place dans le corps d'une personne à part morte due à une maladie ou un accident, au moment même où l'âme d'origine occupant ledit corps meurt et quitte ce dernier. Comme c'est le cas dans Ascendance of a Bookworm où la protagoniste meurt et se réveille dans le corps d'une fille qui est morte de maladie, ou bien dans Parallel World Pharmacy où le protagoniste se retrouve après sa mort directement dans le corps d'un jeune homme foudroyé,.

#### Isekai ten'i
Isekai ten'i (異世界転移, litt. « Transition vers un autre monde ») est le nom donné aux œuvres dont les protagonistes sont envoyés de leur vivant vers un autre monde,. Des histoires comme Re:Zero ou Grimgar, le Monde des cendres et de fantaisie (en) en sont des exemples : les personnages sont soudainement projetés vers un monde qui n'est pas le leur et, de fait, gardent à l'identique leur apparence physique de départ, de même que les vêtements qu'ils portaient au moment où ils ont été téléportés,. Certaines œuvres, comme Restaurant to Another World et Isekai Izakaya "Nobu" (en), explorent le lien entre le monde réel et l'autre monde, et font de cette confrontation leur thème principal,.
L'invocation (召喚, Shōkan) est un thème assez récurrent de l'isekai. Les intrigues de certaines œuvres sont ainsi marquées par un protagoniste transporté dans un autre monde volontairement par l'action d'autrui, au contraire du reste où la transportation peut être le fruit d'un évènement quelconque et purement hasardeux. L'invocation est parfois distincte du Ten'i, mais pas tout le temps. Zero no tsukaima et The Rising of the Shield Hero peuvent être cités comme exemples,. Bon nombre d'histoires prennent comme  point de départ l'invocation d'une ou plusieurs personnes en même temps (dans plusieurs cas une classe d'élèves entière, avec ou non leur professeur, d'un coup) par les personnes du monde fantastique afin qu'elles puissent les aider à vaincre un seigneur démon ou des forces du mal. Les animés Arifureta: From Commonplace to World's Strongest ou The Fruit of Evolution: Before I Knew It, My Life Had It Made sont des exemples de ce style.
Néanmoins, ces deux catégories ne sont pas antithétiques. Il arrive que le personnage principal soit mort dans le monde réel tout en ayant conservé son identité et son apparence physique lors de son changement de monde, comme dans Konosuba! et Isesuma.,. L'animé The Rising of the Shield Hero fait partie des deux catégories à la fois, car si le protagoniste principal, Naofumi Iwatani, est invoqué et téléporté de son vivant, l'un des autres personnages principaux, Motoyasu Kitamura, est précisé comme ayant été tué par une fille qu'il trompait avant d'être invoqué et ressuscité dans le monde parallèle de l'anime.

#### Isekaiinversé
Il existe également une troisième catégorie de l'isekai, nommé « Isekai inversé » ("Reverse isekai" en anglais"),. Il s'agit d'une catégorie incluant toutes les œuvres dans lequel, comme le nom l'indique, les codes principaux du genre sont toujours utilisés mais cette fois à l'envers. Ici l'action débute directement dans un monde parallèle de fantasy avec les protagonistes de l'histoire étant des personnes naturellement natives de ce monde (et donc pouvant être des êtres autres que des humains) et qui sont transportées dans le monde normal. De là, les personnages doivent apprendre à avoir une vie normale sur terre dans un contexte complètement dénué de toute magie ou éléments qu'on pourrait qualifier de « surnaturels » et « mystiques ». Des exemples connus et représentatifs incluent les mangas et adaptations animés The Devil is a Part-Timer! et The Great Jahy Will Not Be Defeated!,. Le manga et anime Gate - Au-delà de la porte dans lequel les protagonistes à la fois du monde normal et fantastique vont et viennent constamment entre ces deux mondes est également un exemple notable, très connu et populaire, et qui explore de manière sérieuse et inédite les relations politiques et sociétales entre une société moderne du XXIe siècle et d'un monde fantastique à un stade encore moyenâgeux, et fait de cette confrontation son thème principal,.
L'action peut aussi directement commencer dans le monde normal avec des protagonistes du monde réel qui voient cependant l'arrivée de personnages d'autre mondes dans leur vie quotidienne. Comme exemples du style, on peut citer la franchise comédique Miss Kobayashi's Dragon Maid, dans lequel des dragons viennent vivre chez la protagoniste principale, ou encore l'animé sérieux Re:Creators, dans lequel le protagoniste principal fait face à l'arrivée de personnage techniquement de fiction provenant de mangas et jeux vidéos dans le monde réel et souhaitant soumettre l'humanité afin de réécrire leur propre mondes,. L'anime Restaurant to Another World fait également partie de cette catégorie dans une moindre mesure.
La franchise Date a Live est aussi une exemple notable d'isekai inversé.
Cependant, encore aujourd'hui, l'isekai inversé, en dépit de son concept et de son potentiel, n'est pas une catégorie de l'isekai très exploitée, les exemples véritables du type (surtout des animés, très peu de mangas ont commencé d'abord en tant que tels) sont rares ou peu communs et pas nombreux (une vingtaine à une trentaine environ) en comparaison des deux autres catégories ,. Ni même une catégorie très reconnue et encore définie comme officielle à ce jour par la plupart des personnes.
Cependant, cette catégorie tend avec de temps à gagner de plus en plus de popularité au fil des ans, car beaucoup de personnes parmi le public cherchent désormais des concepts et des alternatives nouvelles en termes d'histoires par rapport au deux autres catégories de l'isekai, dont les limites et le potentiel ont tous été complétement explorés et atteints aujourd'hui par beaucoup. Ainsi, les personnes voulant essayer le sous-genre de l'isekai ou bien un peu lassé des deux autres catégories dont les exemples du style qui continuent d'apparaitre régulièrement sont désormais perçut comme devenu banals, tendent davantage à se diriger vers cette troisième catégorie.

#### Post-isekai
À la sortie de Coma héroïque dans un autre monde, le terme de « post-isekai » apparaît, principalement chez les éditeurs et la presse spécialisée occidentaux, pour décrire le manga. Mais cette appellation ne semble pas constituer une catégorie d'isekai à part entière. Mettant en scène un Japonais trentenaire se réveillant d'un long coma, pendant lequel il a en réalité été transféré dans un autre monde et en est revenu avec des pouvoirs magiques, l'histoire se présente sous forme de tranches de vie quotidiennes dans le Japon contemporain et flashbacks de scènes de fantasy dans l'autre monde.
Toutefois, le thème du « retour d'un autre monde » est régulièrement traité dans les publications de Shōsetsuka ni narō depuis 2018.

### Critiques
De nombreux isekai font l'objet de critiques de la part de leurs détracteurs. Si, à l'origine, leur structure avait pour but la construction d'un personnage écartelé entre sa personnalité passée — héritée de son ancien monde — et ses nouveaux objectifs — dans son « nouveau monde » —, de nombreuses œuvres utilisent dorénavant davantage le changement d'univers comme un simple prétexte,.
On voit ainsi des personnages qui intègrent et acceptent généralement assez vite leur nouvelle situation, voire se montrent assez enthousiasmés par la chose, tout en faisant fi, oubliant et mettant de côté tous les éléments de leur vie d'avant, y compris leur famille et proches restés dans leur monde d'origine, dont ils sont séparés (souvent à jamais) et qui ne sont plus, voire pas mis en avant, ni abordés durant le reste de l'histoire. Seuls quelques rarissimes et obscures médias soulèvent cet aspect des histoires d'isekai et ce de manière principale, comme par exemple le manga exclusif Piccoma "Le Bureau d'investigation des disparus d'outre-monde".
En outre, les pouvoirs qu'obtiennent les personnages à leur arrivée dans un isekai nuisent parfois à la cohérence de l'histoire, en produisant un monde dans lequel des forces trop puissantes pour qu'elles soient réalistes s'opposent. L'acquisition subite de pouvoirs et l'effacement de leur passé (dans les cas où la mémoire du protagoniste a été enlevée volontairement ou non) peuvent également amener à la production de Mary-Sue (pour les filles) et Gary-Stu (pour les garçons), c'est-à-dire des personnages si parfaits en tout qu'ils en viennent à énerver le lecteur.